# Modest Bobowicz
Modest Bobowicz ps. „Wircz” (ur. 30 czerwca 1922 w Wilnie, zm. 22 czerwca 2021) – major AK, wykładowca akademicki na Politechnice Łódzkiej.

## Życiorys
Modest Bobowicz pochodził z rodziny szlacheckiej z Inflant. Był wnukiem Wincentego Bobowicza – powstańca styczniowego. Od 1935 działał w harcerstwie w Błękitnej Jedynce Żeglarskiej. W 1939 ukończył gimnazjum im. Króla Zygmunta Augusta w Wilnie i zaliczył egzamin doLiceum Technicznego im. Marszałka J. Piłsudskiego.
We wrześniu 1939 był żołnierzem kompanii wartowniczej w Wilnie i uczestniczył w obronie mostu Zielonego w walkach z Armią Czerwoną. W październiku zaangażował się w konspirację harcerską. W czerwcu 1942 ukończył liceum i przedostał się do domu swojego brata (Eugeniusza Bobowicza), w Bojarach Iszczołniańskich koło Szczuczyna Nowogródzkiego, który był siedzibą AK. Tam Modest Bobowicz dołączył do Armii Krajowej i zajmował się wywiadem, dywersją i sabotażem gospodarczym. W lipcu 1943 dołączył do kompanii partyzanckiej por. Józefa Świdy ps. „Lech” (późn. batalionu 77 pp AK). W jej ramach walczył w: bitwach pod Szalewem, pod Posolczą, pod Berdówką, pod Dubiczami. Następnie dołączył do szczuczyńskiego szkoleniowego oddziału dywersyjnego porucznika Leszka Ratajskiego ps. „Żal”. W ramach szkoleń dokonywane były: wykolejenia pociągów, niszczenie łączności, niszczenie mostów oraz zasadzki.
W kwietniu 1944 oddział został włączony do VII batalionu 77 pułku piechoty AK por. Jana Piwnika ps. „Ponury”, gdzie Bobowicz został włączony do 2 plutonu Eugeniusza Klimowicza ps. „Okoń”, wkrótce rozbudowanego do kompanii, w której został dowódcą pierwszej drużyny. 22 kwietnia 1944 został awansowany ze stopnia strzelca do stopnia kaprala. W ramach działalności w VII batalionie Bobowicz walczył podczas próby zdobycia Szczuczyna (29 kwietnia 1944), gdzie zginął jego brat Tadeusz Bobowicz ps. „Mateusz”, pod Jachnowiczami (8 czerwca 1944) pod Jewłaszami (16 czerwca 1944). Po rozproszeniu 19 lipca 1944 grupa Bobowicza została pojmana i rozbrojona przez NKWD. Bobowicz uciekł i przedostał się do Wilna. W celu uniknięcia wywózki na Syberię dołączył do Ludowego Wojska Polskiego. W ramach działalności w AL uczestniczył w forsowaniu Wisły i zajęciu Warszawy, przełamaniu Wału Pomorskiego oraz w walkach w okolicy Szczecina i Kamienia Pomorskiego, forsowaniu Odry w okolicy Kostrzyna, a także w walkach nad kanałem Ruppińskim, pod Oranienburgiem i pod Berlinem.
Po demobilizacji w 1946 zamieszkał w Łodzi, gdzie podjął studia na Politechnice Łódzkiej, gdzie w 1952 uzyskał tytuł magistra. Jednocześnie pracował jako asystent w Polskim Komitecie Normalizacyjnym. Po studiach pracował Biurze Studiów i Projektów Przemysłu papierniczego w Łodzi, gdzie w 1966 został kierownikiem pracowni mechanicznej, a także był asystentem w Katedrze Maszyn Przepływowych na Politechnice Łódzkiej. W ramach pracy naukowej Bobowski był zaangażowany w liczne opracowania projektowe, technologiczne i konstrukcyjne, w tym m.in. przeznaczone dla przemysłu papierniczego, a także dotyczące sortowników mas włóknistych i zawiesin, dozowników, rozdrabniaczy itd.
Ponadto Bobowicz był zaangażowany w budowę Domu Pamięci Leśnika w Spale stanowiącego muzeum AK, gdzie również opracował ekspozycję. Był współzałożycielem Stowarzyszenia Żołnierzy Armii Krajowej (późn. Światowego Związku Żołnierzy Armii Krajowej), współzałożycielem Duszpasterstwa Armii Krajowej w Łodzi przy kościele Ojców Jezuitów, współzałożycielem Światowego Związku ŻAK Okręg Łódź oraz pomysłodawcą i współtwórcą tablic pamiątkowych na Murze Chwały w Wąchocku, poświęconych żołnierzom AK. Ponadto zaprojektował i współtworzył sztandar Okręgu Nowogródek Armii Krajowej, sztandaru Okręgu Łódź Światowego Związku ŻAK i sztandar XXXIII Liceum Ogólnokształcącego im. Armii Krajowej w Łodzi i pomysłodawcą nadania imienia szkole. Współtworzył również monografię Państwowej Szkoły Technicznej w Wilnie oraz był redaktorem czasopisma „Szlakiem Narbutta”.
Został pochowany na Starym Cmentarzu w Łodzi.

## Odznaczenia
- Srebrny Medal „Zasłużonym na Polu Chwały” (nadany 7 marca 1945),
- Krzyż Walecznych (nadany 26 maja 1945)[1],
- Brązowy Krzyż Zasługi (8 sierpnia 1946)[4],
- Medal Wojska (nadany 15 sierpnia 1948),
- Krzyż Walecznych (nadany w grudniu 1949 przez MON Londyn),
- Krzyż Zasługi z Mieczami (nadany 30 grudnia 1949),
- Krzyż Armii Krajowej (nadany 30 stycznia 1970),
- Krzyż Kawalerski Orderu Odrodzenia Polski (nadany 23 kwietnia 1975),
- Krzyż Kampanii Wrześniowej (nadany 15 sierpnia 1985 MSW Londyn)[1],
- Odznaka „Za Zasługi dla Miasta Łodzi” (nadana w 1993)[5],
- Srebrna Odznaka PTTK,
- Medal Polskiego Towarzystwa Leśnego[1],
- Medal Polonia Mater Nostra Est (2003)[6].